# 摩陀羅 天使篇
『摩陀羅 天使篇』（マダラ てんしへん）は、大塚英志による日本のライトノベル。イラストは田島昭宇が担当している。1994年から1995年にかけてメディアワークスの『電撃アドベンチャーズ』で連載された後、電撃文庫（メディアワークス）にて1994年12月より刊行されていたが、未完。1997年に、大塚英志プロデュース、白倉由美演出・脚本で朗読ドラマCD化された。
魍魎戦記MADARAシリーズの108の物語が全て完結した後の話で、最後の戦いに敗れた後、すべての力と前世の記憶を失ってしまった転生戦士達の物語。作中の設定では昭和の元号が1989年以後も続いている。

## あらすじ
昭和74年（1999年）。5年前のアガルタとの決戦で霊性「摩陀羅」と「麒麟」を世界の王アル・アジフによって奪回され敗北し、記憶と力を失った転生戦士達は深い喪失感を覚えながら、吹き溜まりのようになった東京で荒廃した日々を送っていた。しかし、アメリカのある宗教団体による小型核爆弾を使った集団自殺事件をきっかけに、東京で異変が起き始める。人の手によるものとは思えない惨殺死体が多数発見され、人々の間で「マダラ」という名の天使の噂が囁かれる。その「マダラ」は、いまやただの人として生きる犬彦たちの前に現れる。今、本当の最後の戦いが始まろうとしていた。

## 登場人物
犬彦綬陀矢（いぬひこ ゆだや）
新宿警察署の刑事。若い頃、輝燐と共に「マダラ」という名の少年を探す旅を続けていたが、旅を始めてから2年後、輝燐が「もうマダラは探さない」と告げた時、自分と輝燐は「マダラ」という存在で結びつけられていただけで、それがなくなれば自分は彼女にとって必要ないと思い、彼女の前から消える。その数年後、刑事となっていた犬彦は、医師となっていた輝燐と新宿の街で再会する。
伏姫輝燐（ふせひめ きりん）
歌舞伎町のはずれにあるクリニックの医師で精神科医。
少女時代に、自分には前世があり、前世で恋人だった「マダラ」という名の少年を捜さなくてはならない、という強迫観念に憑かれていた。しかし犬彦と別れた後、大学で精神科医の勉強を始めた事で、前世の物語は自分の寂しい心を埋めるための妄想で、マダラとは自分が作りだした空想だと認識するようになる。そして、本当に自分が必要としていたのは「マダラ」という幻の少年ではなく、常に自分の傍にいた犬彦だったと思うようになる。大学卒業後は、自分の妄想に耳を傾け、マダラを捜す旅につきあってくれた犬彦に再び会うために新宿でフセヒメ・クリニックを開業する。
十頭（とがしら）
新宿署の職員。格闘技マニアでシャムロックのファン。
新宿一帯のフリーファイト興行を仕切っている新宿署出納課の職員であるため、違法フリーファイトを捜査していた犬彦と知り合う。
カオス・リヴァイアサン
傭兵。宗教団体エンジェル・チャーチの教祖マーク・ミンスキーの息子。
アガルタとの戦いに敗れた時、カオスは転生戦士としての前世の記憶を忘れない代わりに、他の全ての仲間から忘れられるという契約をアガルタと交わす。その後は、カオスと同じ契約を交わし記憶を持つトーゴーと行動を共にし、レオンの記憶を呼び覚ます。しかしその精神は、正気と狂気の間を危うく綱渡りしている。
レオン・シャムロック
アメリカ人でニューヨーク生まれのレスラー。ハンガリー系の師から極めて実戦的な技を叩き込まれ、その後日本に流れてきてフリーファイターとなる。しかしあまりにも強すぎて、賭けが成立しないので干されてしまった。カオスに見出され、転生戦士として覚醒する。
グレイシー・トーゴー
ジャーナリストでグレイシー柔術の達人。カオスとはソマリアの戦場で知り合って以来、行動を共にしている。カオスと同じく記憶を持ち、レオンとは対となる存在である。なお、トーゴーとレオンは記憶だけでなく“力”も持っており、この世ならぬものと戦う時は、自らも魔的な力を解放する。グレイシーはその際、獣の頭を持つ姿となる。
エリオット・スミス
フリーファイターの一人だが、人間離れした異様な雰囲気を持ち、異界の存在である。常勝だったレオンを破ったが、それからもレオンを対戦指名し、つけ狙う。
ラブクラフト
アメリカ大統領の秘書官。魔物の実在を主張して狂人扱いされ憤死したある小説家の孫。
不条霊子（ふじょう れいこ）
アメリカ政府職員の女性。エンジェルチャーチが起こした核爆発の跡を調査しに来た米軍部隊に参加していたが、その跡地に出来た巨大なブラックホールのようなものに惹きつけられるように近づき、その中に姿を消す。
白沢（はくたく）
伏姫家の執事の老人。
文観（もんがん）
長髪・美形の、謎の僧。犬彦が伏姫邸近くですれ違い、白沢にはその正体に心当たりがあるようである。そのすぐ後から伏姫家を異変が襲い始めたことから、彼も異界の存在の一味であると思われる。
兵頭沙門（ひょうどう しゃもん）
高校教師。ある高名な民俗学者が自宅の地下室の書庫に封印した資料の番人。
かつては平凡な自分に耐えかねハルマゲドンを待望するような若者であったが、教師となった事で全てを諦め、誰も読まない資料を守り続けるだけの退屈な人生を受け入れたつもりであった。しかし、大江朔と出会ったことで、狂気にとり憑かれていく。
養父の影響で古史古伝に詳しい。また、護身用の仕込み杖を持ち歩いている。
大江朔（おおえ さく）
高校生。東京で囁かれていた天使を目撃したという都市伝説を利用して仲間を操り、東京中に1000個の爆弾を仕掛けた。
その後逮捕されるが、沙門に爆弾と仲間を託したのに満足し、護送車の中で自殺。
在義一（ざい ぎいち）
大江朔が集めた少年たちのリーダー格。18歳。あだ名はギー。
抽選で選ばれる徴兵該当者に当選してしまい、国連軍の兵士として海外に派遣されるはずであったが拒否して逃げ出した。
その後、仲間の少年たちと共に沙門に煽動されてそのテロ集団に参加し、東京で爆弾テロを実行していく。
ヒミカ
ギーの恋人。孤児で施設を脱走してきてギーと出会った。
犬彦と同じコインロッカーで発見され同じ養護施設で育ったために、犬彦を兄と慕っている。
その秘められた出生のために、国家間の陰謀に巻き込まれる事になる。
大徳寺貴更（だいとくじ きさら）
大徳寺財閥の会長の娘。
フリーファイトのプロモーターや音楽プロデューサーをしている。レオン・シャムロックに目をつけ、非合法のフリーファイトの世界に引き入れようとする。かつてはギタリストだった犬彦をプロデュースし、「サクリファイス」を売り出そうとした。プロモーターとしてだけでなく、女性としても犬彦に好意を抱いていたが、その時の犬彦は「前世の仲間を探しに行く」と言い残し、彼女の前から消えた。
機械王（きかいおう）
全身が機械の謎の人物。本名は光河光だが、外見から機械王と呼ばれている。
トビオ
二十代の青年。
中学卒業後に志願して軍隊に入って海外に行ったが、除隊後に優先的に編入できる筈だった大学に定員オーバーではねられてしまう。憂さ晴らしに数人の仲間と共に渋谷で自警団の真似事をしてストリートチルドレンを追い回していたら、本物の自警団に捕まってしまう。仲間は凄惨なリンチの末に殺され、自身も殺されかけたが、機械王によって助けられた。その後、なりゆきで機械王と共に旧センター街で暮らすことになる。
リカ
ストリートチルドレンの少女。
知的障害があるが世話焼きで優しい性格。かつて自警団に強姦され妊娠・流産した過去がある。
日子坐宮稀人（ひこますのみや　まれひと）
皇族の青年。昭和天皇によって、昭和を終わらせるために東京に送り込まれてきた。荒れ放題になっている皇居跡地に住んでいる。細かい事に拘らない大雑把な性格。
歴史を動かす存在である沙（すな）を見分ける能力がある。
忌（いみ）
稀人の侍従の少年。主に降りかかる厄災を、身代わりとなって引き受ける職能である持衰の一族出身。
伊伏（いぶせ）
稀人の侍従の老人。陰陽師。
甲賀三郎(こうが さぶろう)
東京府府長だが、異界の存在である。東京に大破壊を引き起こすことで「ミロクの浄土」を実現させようと目論む。
兎屋（うさぎや）
公安の刑事。サディスト。
大江響（おおえ　ひびき）
作曲家の青年。ある高名な小説家の息子。あだ名はベアー。知的障害者であり言葉が話せないが、言葉の代わりに音楽を使って他人と会話できる。
ストリートチルドレンの子供達を集めて楽団を作り、ストリートオルガンを乗せた手押し車を引いて街で演奏している。普段は子供達と共に稀人の住む皇居跡地の森で共同体を作り生活している。大徳寺貴更のプロデュースで一度だけCDを出したことがある。
“天使”
響と行動を共にする子供達のリーダー格で、言葉を話さない響の意思を代行して伝える少女。
「マダラ」という赤子を探し出し、自分達の王国に迎え入れたいと稀人に告げる。
東日流（つがる）
公安の幹部。犬彦の公安異動後の上司。
東北の旧家出身。食えない性格で、異様に生命力のある目をしている。
K・ヒラオカ
自称・革命家で名前は通称。高度な訓練を受けた特殊工作員で、満洲人民共和国の意向を受けて、日本政府転覆のために東京に潜入して来た。
自分を尾行・監視する犬彦に逆に接近し、ある取引を持ちかける。
サカモト
満洲人民共和国のエージェント。
黒い中国服をまとっている。
女禍（ジョカ）
満洲人民共和国の皇帝。
昭和天皇
作中では1989年に崩御せずに生き続けている。
実質的な大統領制である首相の直接選挙制が導入され、大統領制と天皇制の矛盾を隠蔽するために、皇居は京都に移され、天皇は一切の国事行為から遠ざけられている。結果的に天皇は人々から忘れ去られているが、それは天皇自らが半ば望んだことであった。
マダラ
本作において最大の鍵を握る赤子。リカがある日突然、「天使」から託される。リカから乳を貰い、機械王やトビオ達のグループに守られることになるが、赤子ながら魑魅魍魎を全く寄せつけない強大な霊力の片鱗を見せる。「使徒」を率い東京において奈落の蓋を開ける存在であるらしい。

## 用語
フリーファイト
税制改革の結果、財政難に陥った公官庁が始めた公営ギャンブルで、レスリングやマーシャルアーツの賭け試合。法律で50パーセントのテラ銭をとることが認められており、新宿一帯のフリーファイト興行は新宿警察署が仕切っている。出場者の報奨金は試合の翌日に新宿署出納課の窓口でもらえる。
エンジェル・チャーチ
アメリカの宗教団体。最後の審判に備えて、ガイアナの原生林を切り開いて作ったコロニーに集団移住した後、ヒロシマ級の小型核爆弾を使って集団自殺した。教祖はメアリ・サクラ・ダグラスという女性で、十数年前に同じガイアナで毒を使って集団自殺した本家エンジェル・チャーチの教祖マーク・ミンスキーの妻。
邪学
ある高名な老民俗学者が自らの学問から排除した異端の思想。老民俗学者は自身の学問を体系化していく際に不都合な調査カードや文献の一切を封印し邪学と呼んだ。全ての資料は戦前に一度、兵頭沙門の養父の兵頭北神によって満州に持ち出されるが、日本の敗戦から十数年後に再び日本に戻され、老民俗学者と兵頭北神によって封印された。
弥勒根之魂（ミロクネノコン）
兵頭沙門が封印された地下書庫で発見した古文書。その中には以下のような内容の神話が記されている。
「神々の世界である根之国（アガルタ）では弥勒（ミロク）神が最高の位に君臨していたが、他の神々からの嫉妬によって根之国から人間界へ追われる。弥勒神はその際、根之国の童神「影王」を秘かに連れ出す。根之国とは冥界であり、人間界における死を司る。そして人の死を糧とするため、何千年かに一度根之国の門を開き、地上の人間たちを滅亡に追いやる」
「それ故、同じく根之国の神である木花開耶姫（コノハナノサクヤヒメ）は、根之国の神々の意向で命運を左右されている地上の人類を、その支配から解放してやりたいと願っており、そのために開耶姫もまた根之国を追放されることとなる。そして彼女もまた、それと同時に根之国の童神「摩多羅」と「麒麟」を根之国から連れて、地上に降る」
「弥勒神は人間界に混沌をもたらす存在であったが、自分を追放した根之国への復讐の念は強く、人間界から根之国を侵略し、その最高位に返り咲こうと欲していた。一方、根之国に対して地上の人類の味方になろうとする開耶姫とは、互いに対極にあるが、根之国に反旗を翻すという目的が一致している。しかし両者は、単独では根之国から持ち出した神を地上に生み出す事はできない。そこで弥勒神は木花開耶姫に近づき、次の契約を持ちかける」
「互いに夫婦の契りを交わして、根之国に抗する力である「摩多羅」「麒麟」を地上に生誕させ、人々を根之国から解放するという母・開耶姫の願いをかなえる。その代わり、その二神と共に「影王」をも、根之国に侵攻するという父・弥勒神の野望のために生誕させる。「影王」は閉ざされた根之国への扉を開ける鍵となる」
これを見た沙門は、そのあまりにも荒唐無稽な内容と、題名が有名な架空の書物「ネクロノミコン」のアナグラムであるため、老民俗学者と養父による偽書と判断したが、真相は不明。
侏儒（しゅじゅ）
小型の奇怪な怪物。異界の存在であり、普通の人間の目には見えず、機械王やトビオ達、転生戦士のような特殊な者にしか認識できない。ある日を境に東京中に蔓延り始め、原因不明とされる惨殺死体はこれらによるものである。
自警団
企業から金をもらいストリートチルドレンや外国人労働者を襲撃する集団。殺されるのは国籍を持たない人間なので、警察も市民のガス抜きという事で黙認している。
ナチスの鉤十字の入ったジャンパーを着ている。
ロレトの連祷 （ロレトのれんとう）
兵頭沙門が、大江朔が集めた少年達を洗脳して作ったテロ集団。
朔は1000個の爆弾を爆発させれば天使に会えると言って仲間を魅了し操ったが、沙門は「自分達こそが天使であり1000個の爆弾を使って東京を裏で支配している外国人達を抹殺せよ」と言って朔の仲間を洗脳した。
サクリファイス
犬彦が学生時代にやっていたバンド。大徳寺貴更のプロデュースでデビューするはずだったが、犬彦は1年を費やしたレコーディングで4度もメンバーをチェンジした上に、途中で輝燐と共に前世の仲間を探す旅に出かけてしまったため結局アルバムは完成しなかった。その後ミキサーの一人が持ち出した未編集のテープが若者達の間で出回り「たった一度のギグで解散した幻のバンド」という触れ込みで語り継がれるようになった。
日子坐宮家（ひこますのみやけ）
稀人を皇族にするためだけにでっち上げられた新宮家。
稀人は徳川時代の某天皇の御落胤の末裔にすぎず、その意味では皇族でさえない青年のために宮家を興すなど問題外のはずであったが、もはや日本に天皇家に関心のある人間はいなかったため、何の問題もなく創設されてしまった。
持衰（じさい）
主の災いを身代わりに引き受ける職能。
常に主として仕える者の傍らにいて、その者にとり憑こうとする穢れの一切を引き受け、時には主の代わりに死ななくてはならない。
古くは「魏志倭人伝」にも登場する日本最古の職業の一つ。
沙（すな）
ある無名の個人の小さな行為が巨大な変動のきっかけとなり、あとから検証するとそこで歴史が大きく変わっていることがあるが、そのような人間を沙と呼ぶ。
満洲人民共和国
満洲国は第二次大戦の終結後に連合国支援のもと、ユダヤ人に政権が委譲され、国際社会で複雑な地位を築いている。
旧日本軍が残した満鉄を始めとする資本を背景に、冷戦後は経済力で日本を凌ぎつつある。
アジアのイスラエルとして人口の半数はユダヤ人だが、一方では旧日本軍の関係者が残留し経済や政治に強い影響力を持っている。
共和国でありながら象徴皇帝制をとっており、民族統合の象徴として旧満洲国皇帝溥儀に人間宣言をさせ、連合国の戦犯追及をかわし、象徴皇帝とした。
五族協和にユダヤ人を加えた六族協和を理念として掲げており、六芒星が国旗に使われている。

## 既刊一覧
- 大塚英志（著） 『摩陀羅 天使篇』 メディアワークス〈電撃文庫〉、既刊3巻（1997年6月10日現在）
  1. 「ロレトの連祷」1994年12月10日発売[3]、ISBN 4-07-302439-6
  2. 「ミカエルの廃都」1995年7月10日発売[4]、ISBN 4-07-303249-6
  3. 「沙の子供」1997年6月10日発売[5]、ISBN 4-07-306360-X

## 朗読ドラマCD
- 『リーディングストーリー　MADARA天使編―麒麟』(レーベル：キングレコード、リリース：1997年12月3日）
  - 原作・プロデュース:大塚英志、演出・脚本:白倉由美、朗読:飯塚雅弓、音楽：岸本友彦、イラストレーション：田島昭宇

朗読ドラマCDの登場人物
- 伏姫輝燐（ふせひめ きりん）
- 犬彦綬陀矢（いぬひこ ゆだや）
- 夏目エリス（なつめ　えりす）
- 熊の着ぐるみを着た精神科医

## 他の作品との関係
- 原作が同じ大塚英志の漫画『北神伝綺』（森美夏画）には兵頭沙門の養父の兵頭北神が登場している。
- 幾人かの登場人物は他の作品にも登場しており、これらはマダラの108編の世界観に属する。
  - 犬彦 は漫画『多重人格探偵サイコ』（田島昭宇画）、『リヴァイアサン』（衣谷遊画）、小説『ロリータ℃の素敵な冒険』にも登場している。
  - 十頭 は小説『多重人格探偵サイコ　西園伸二の憂鬱』にも登場している。
  - 兵頭沙門 は漫画『口裂け少女さっちゃん』（大橋薫画）にも登場している。
  - 大江朔は漫画『東京ミカエル』（堤芳貞画）、小説『ロリータ℃の素敵な冒険』、ドラマ版『多重人格探偵サイコ』（三池崇史監督）、白倉由美のオリジナル作品である小説『ロリータの温度』、『きみを守るためにぼくは夢をみる』、にも登場している。
  - ギーは漫画『東京ミカエル』（堤芳貞画）、小説『僕は天使の羽根を踏まない』、ドラマ版『多重人格探偵サイコ』（三池崇史監督）にも登場している。
  - 三島由紀、シャムロック、リカ、伊伏は漫画『東京ミカエル』（堤芳貞画）にも登場している。
  - 日子坐宮稀人、K・ヒラオカ は漫画『JAPAN』（伊藤真美画）にも登場している。
  - 甲賀三郎は漫画『八雲百怪』（森美夏画）にも登場している。
  - 忌は漫画『三つ目の夢二』（ひらりん画）にも登場している。
  - 昭和天皇は漫画『東京ミカエル』（堤芳貞画）、『JAPAN』（伊藤真美画）、『木島日記』（森美夏画）、『オクタゴニアン』（杉浦守画）、小説『海辺の教室』にも登場している。